# シング・イット・ラウド
シング・イット・ラウド（Sing it Loud）は、アメリカ合衆国ミネソタ州ミネアポリスで結成されたポップ・パンク・バンドである。
2010年9月に解散。

## 略歴
2007年、ミネソタ州ミネアポリスで結成され、わずか7回のライブ演奏の後に、大手インディーズレーベルのエピタフ・レコードと契約を結ぶことに成功する。
2008年3月27日、人気パンク・バンドのモーション・シティ・サウンドトラックのギタリストであるジョシュア・ケイン（Joshua Cain）と共にレコーディングを行ったファーストEP『Sing it Loud』でデビューを飾る。
2008年9月23日、ファースト・アルバム『カム・アラウンド』をリリース。
2010年5月11日、セカンド・アルバム『エヴリシング・コライド』をリリース。

## メンバー

### 最終ラインナップ
- パット・ブラウン (Pat Brown) - ボーカル、ギター
- ネイト・フライン (Nate Flynn) - ベース
- ベン・ピーターソン (Ben Peterson) - キーボード、シンセサイザー
- キエレン・スミス (Kieren Smith) - ギター、バック・ボーカル
- クリストファー・リー (Christopher "Sick Boy" Lee) - ドラム

### 旧メンバー
- デイン・シュミット (Dane Schmidt) - ドラム

## ディスコグラフィ

### スタジオ・アルバム
| 発売日        | タイトル                                  | レーベル                                | ビルボード・アルバムチャート |
| ------------- | ----------------------------------------- | --------------------------------------- | ---------------------------- |
| 2008年9月23日 | カム・アラウンド Come Around              | エピタフ・レコード ソニー・ミュージック | 44位 (Top Heatseekers)       |
| 2010年5月11日 | エヴリシング・コライド Everything Collide | エピタフ・レコード ソニー・ミュージック | 28位 (Top Heatseekers)       |

### EP
- Sing it Loud (2008年3月27日、エピタフ・レコード)